# Robert Leroy Cochran
Pour les articles homonymes, voir Robert Cochran et Cochran.
Robert Leroy Cochran, né le 28 janvier 1886 et mort le 23 février 1963, est un homme politique démocrate américain. Il est le 24e gouverneur du Nebraska entre 1935 et 1941.

## Biographie
Il est né à Avoca, petite commune du Nebraska.
Pendant la Seconde Guerre mondiale, il est colonel dans l’US Army.